# Jürgen Theuerkauff
Jürgen Wolfgang Theuerkauff (Berlin, 1934. szeptember 8. – Bonn, 2022. szeptember 5.) világbajnoki ezüstérmes, olimpiai bronzérmes német vívó, Gudrun Theuerkauff olimpiai bronzérmes tőrvívónő férje.

## Sportpályafutása
Tőr és kard fegyvernemekben versenyzett, de nemzetközileg is jelentős eredményeit tőrvívásban érte el.